# Flugplatz Heide-Büsum

i7
i11
i13

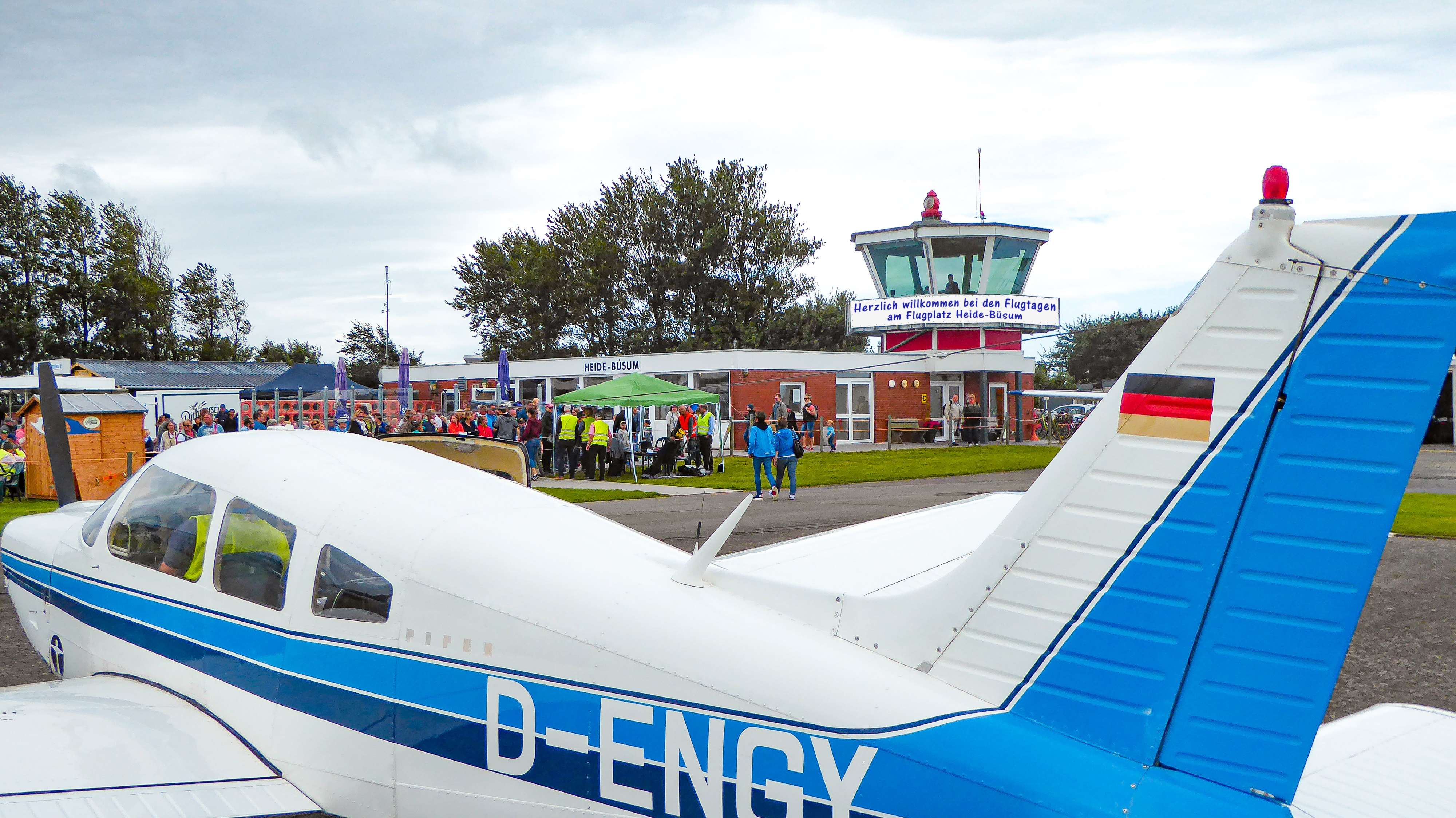
Blick vom Rollfeld Richtung Turm

Der Verkehrslandeplatz Heide-Büsum (IATA-Code: HEI, ICAO-Code: EDXB) ist ein Flugplatz im Gemeindegebiet von Oesterdeichstrich zwischen Büsum und Heide in Schleswig-Holstein.
Die einzige Linienflugverbindung wird von der Fluggesellschaft OFD Ostfriesischer Flugdienst bis zu viermal täglich nach Helgoland durchgeführt. Eingesetzt werden auf dieser Strecke meistens die 5 Britten Norman Islanders der OFD mit Platz für bis zu 8 Passagieren. Für Reisende der OFD ist im Terminal ein Warteraum eingerichtet. Auch können am Flugplatz Fahrräder geliehen werden.
Der Flugplatz ist für Luftfahrzeuge mit einer maximalen Abflugmasse von 5700 kg sowie Segel- und Ultraleichtflugzeuge zugelassen. Es kann AVGAS 100LL, Diesel und Super Plus getankt werden.